# Skimboarding

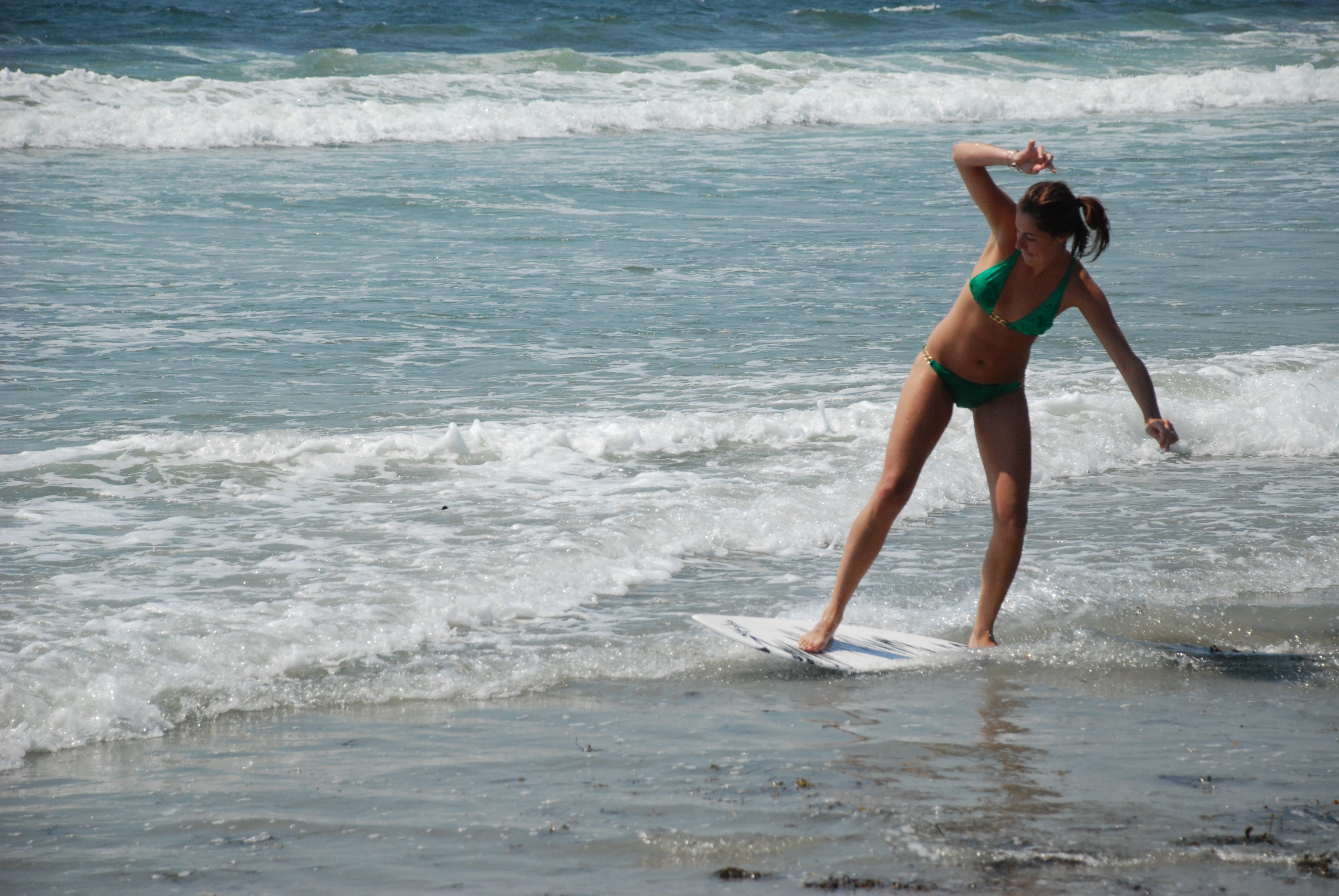
Skimboarding

Skimboarding är en vattensport som påminner om skateboard och snowboard. 
Principen är att åka på skimboarden på mycket grunt vatten och göra olika trix som exempelvis ollie shuvit. Det finns olika utföranden på skimboards men i stora drag kan man säga att de är ovalformade och ca 90 cm långa och 40 cm breda. Det finns också olika sorters skimboarding som t.ex. flatland, waveskim och snowskim. 